# 崇俭街道
崇俭街道是中国黑龙江省哈尔滨市道外区下辖的一个街道。

## 行政区划
下辖以下地区：
静宇公园社区、皇家花园社区和兴业社区。